# Neolasioptera convolvuli
Neolasioptera convolvuli är en tvåvingeart som först beskrevs av Ephraim Porter Felt 1907.  Neolasioptera convolvuli ingår i släktet Neolasioptera och familjen gallmyggor. Inga underarter finns listade i Catalogue of Life.